# The One on the Right Is on the Left
The One on the Right Is on the Left – piosenka o charakterze żartobliwym, napisana przez Jacka Clementa. 29 listopada 1965 Johnny Cash nagrał utwór, który w styczniu 1966 znalazł się na singlu promującym album Everybody Loves a Nut. Był to trzeci singel z tej płyty, który na amerykańskiej liście przebojów country dotarł do 3. miejsca, a na liście przebojów tygodnika Billboard osiągnął 46. miejsce. Piosenka opowiada historię fikcyjnej grupy folkowej, która rozpadła się z powodu różnic w poglądach politycznych jej członków.
Wszystkie zwrotki piosenki, z wyjątkiem ostatniej, mają bardzo podobny format – opowiadają o czterech członkach zespołu, których fizyczne ustawienie na scenie zawsze różni się od ich poglądów:
- ten stojący po prawej ma poglądy lewicowe,
- ten stojący pośrodku ma poglądy prawicowe,
- ten stojący po lewej ma poglądy centrowe.

Za to opis osoby znajdującej się z tyłu (zapewne perkusisty) jest zawsze clue dowcipu – kiedy Cash śpiewa o politycznych afiliacjach innych członków zespołu, „ten z tyłu” okazuje się być metodystą, a później przez pomyłkę niszczy swoje prawo jazdy zamiast karty powołania do wojska, aż ostatecznie zostaje do niego wcielony.
Puentą piosenki są słowa Casha, aby nie pozwolić na to, żeby poglądy polityczne muzyków miały wpływ na funkcjonowanie zespołu.